# Mário Rui
Mário Rui Silva Duarte (Sines, 27 mei 1991) is een Portugees voetballer die doorgaans als linksback speelt. Hij verruilde AS Roma in januari 2018 voor Napoli, dat hem in het voorgaande halfjaar al huurde. Mário Rui debuteerde in 2018 in het Portugees voetbalelftal.

## Clubcarrière

### Jeugd
Mário Rui speelde in de jeugd voor Vasco Gama Sines, Sporting CP, Valencia CF en SL Benfica. Laatstgenoemde verhuurde hem gedurende het seizoen 2010/11 aan CD Fátima, waarvoor hij debuteerde in het betaald voetbal. Mário Rui speelde nooit in het eerste van Benfica en deed dat ook nooit voor Parma, de club die hem in 2011 overnam. Dat verhuurde hem in plaats daarvan aan AS Gubbio en Spezia Calcio, in zijn tijd allebei actief in de Serie B.

### Empoli
Mário Rui verruilde Parma in 2013 voor Empoli. Hiervoor maakte hij op 17 augustus 2013 zijn debuut, in een wedstrijd in het toernooi om de Coppa Italia tegen Chievo Verona. Twee weken later volgde zijn competitiedebuut voor de Toscaanse club, in de Serie B. Mário Rui promoveerde in 2014 met Empoli naar de Serie A. Hierin maakte hij op 31 augustus 2014 zijn debuut, tegen Udinese. Hij speelde in de seizoenen 2014/15 en 2015/16 samen zeventig competitiewedstrijd op het hoogste niveau met Empoli.

### AS Roma
Empoli verhuurde Mário Rui in juli 2016 voor een jaar aan AS Roma, de nummer drie van Italië in het voorgaande seizoen. Dat ging daarbij een latere verplichting tot koop aan.

### Napoli
In de zomer van 2017 huurde Napoli Rui één jaar van Roma, voor een bedrag van 3,75 miljoen. Het seizoen erop kocht Napoli hem definitief voor een bedrag van 5,5 miljoen. Hij was zes seizoenen de vaste linksback van Napoli.

## Clubstatistieken
| Seizoen | Club        | Competitie      | Competitie | Competitie | Beker | Beker | Internationaal | Internationaal | Overig | Overig | Totaal | Totaal |
| Seizoen | Club        | Competitie      | Wed.       | Dlp.       | Wed.  | Dlp.  | Wed.           | Dlp.           | Wed.   | Dlp.   | Wed.   | Dlp.   |
| ------- | ----------- | --------------- | ---------- | ---------- | ----- | ----- | -------------- | -------------- | ------ | ------ | ------ | ------ |
| 2010/11 | → CD Fátima | Segunda Divisão | 25         | 1          | 5     | 0     | 0              | 0              | 0      | 0      | 30     | 1      |
| 2011/12 | → Gubbio    | Serie B         | 31         | 2          | 1     | 0     | 0              | 0              | 0      | 0      | 32     | 2      |
| 2012/13 | → Spezia    | Serie B         | 23         | 0          | 1     | 0     | 0              | 0              | 0      | 0      | 24     | 0      |
| 2013/14 | Empoli      | Serie B         | 26         | 0          | 1     | 0     | 0              | 0              | 0      | 0      | 27     | 0      |
| 2014/15 | Empoli      | Serie A         | 34         | 0          | 3     | 0     | 0              | 0              | 0      | 0      | 37     | 0      |
| 2015/16 | Empoli      | Serie A         | 36         | 0          | 1     | 0     | 0              | 0              | 0      | 0      | 37     | 0      |
| 2016/17 | → AS Roma   | Serie A         | 5          | 0          | 2     | 0     | 2              | 0              | 0      | 0      | 9      | 0      |
| 2017/18 | Napoli      | Serie A         | 25         | 2          | 1     | 0     | 4              | 0              | 0      | 0      | 30     | 2      |
| 2018/19 | Napoli      | Serie A         | 20         | 1          | 1     | 0     | 10             | 0              | 0      | 0      | 31     | 1      |
| 2019/20 | Napoli      | Serie A         | 24         | 0          | 4     | 0     | 7              | 0              | 0      | 0      | 35     | 0      |
| 2020/21 | Napoli      | Serie A         | 27         | 2          | 2     | 0     | 6              | 0              | 1      | 0      | 36     | 0      |
| 2021/22 | Napoli      | Serie A         | 34         | 0          | 0     | 0     | 5              | 0              | 0      | 0      | 39     | 0      |
| 2022/23 | Napoli      | Serie A         | 7          | 0          | 0     | 0     | 2              | 0              | 0      | 0      | 9      | 0      |
| Totaal  | Totaal      | Totaal          | 317        | 8          | 22    | 0     | 36             | 0              | 1      | 0      | 366    | 6      |

Bijgewerkt op 5 oktober 2022 

## Interlandcarrière
Mário Rui kwam uit voor diverse Portugese nationale jeugdselecties. Hij debuteerde op 26 maart 2018 in het Portugees voetbalelftal, tijdens een met 0–3 verloren oefeninterland tegen Nederland. Hij speelde de hele wedstrijd.

## Erelijst
| Kampioen Serie A | 1× | 2022/23 |
| Coppa Italia     | 1× | 2019/20 |